# Premio del National Board of Review 2019
Los 91° Premios del National Board of Review fueron anunciados en 2019.

## Top 10 películas
- The Irishman (El irlandés)
- 1917
- Dolemite Is My Name (Dolemite / Yo soy Dolemite)
- Ford v Ferrari (Contra lo imposible)
- Jojo Rabbit
- Knives Out (Entre navajas y secretos / Puñales por la espalda)
- Marriage Story (Historia de un matrimonio)
- Once Upon a Time in Hollywood (Había una vez en Hollywood / Érase una vez en Hollywood)
- Richard Jewell (El caso de Richard Jewell)
- Uncut Gems (Diamantes en bruto)
- Waves (Las olas / Un momento en el tiempo)

## Top 5 películas extranjeras
- Gisaengchung (Parasite / Parásitos)
- Atlantique (Atlantics)
- A Vida invisível (La vida invisible de Eurídice Gusmão)
- Dolor y gloria
- Portrait de la jeune fille en feu (Retrato de una chica en llamas / Retrato de una mujer en llamas)
- Transit

## Top 5 documentales
- Maiden (Ella contra la marea)
- American Factory
- Apollo 11
- The Black Godfather
- Rolling Thunder Revue: A Bob Dylan Story by Martin Scorsese
- Wrestle

## Top 10 películas independientes
- The Farewell
- Give Me Liberty
- A Hidden Life (Una vida oculta)
- Judy
- The Last Black Man in San Francisco
- Midsommar (Midsommar: el terror no espera la noche)
- The Nightingale
- The Peanut Butter Falcon (La familia que tú eliges)
- The Souvenir
- Wild Rose (Wild Rose: sigue tu propia canción)

## Ganadores
Mejor película
- The Irishman (El irlandés)

Mejor director
- Quentin Tarantino – Once Upon a Time... In Hollywood (Había una vez en Hollywood / Érase una vez en Hollywood)

Mejor actor
- Adam Sandler – Uncut Gems (Diamantes en bruto) como Howard Ratner

Mejor actriz
- Renée Zellweger – Judy como Judy Garland

Mejor actor de reparto
- Brad Pitt – Once Upon a Time... In Hollywood (Había una vez en Hollywood / Érase una vez en Hollywood) como Cliff Booth

Mejor actriz de reparto
- Kathy Bates – Richard Jewell (El caso de Richard Jewell) como Barbara "Bobby" Jewell

Mejor guión original
- Uncut Gems (Diamantes en bruto) – Josh Safdie, Benny Safdie y Ronald Bronstein

Mejor guión adaptado
- The Irishman (El irlandés) – Steven Zaillian

Actuación sobresaliente
- Paul Walter Hauser – Richard Jewell (El caso de Richard Jewell) como Richard Jewell

Mejor debut directorial
- Melina Matsoukas – Once Upon a Time... In Hollywood (Había una vez en Hollywood / Érase una vez en Hollywood)

Mejor película animada
- How to Train Your Dragon: The Hidden World (Cómo entrenar a tu dragón 3)

Mejor película en lengua extranjera
- Gisaengchung (Parasite / Parásitos)

Mejor documental
- Maiden (Ella contra la marea)

Mejor ensamble
- Knives Out (Entre navajas y secretos / Puñales por la espalda)

Logro sobresaliente en fotografía
- 1917 – Roger Deakins

NBR Premio Icono
- The Irishman (El irlandés) – Martin Scorsese, Robert De Niro y Al Pacino

NBR Liberta de expresión
- For Sama

- Just Mercy (Buscando justicia / Cuestión de justicia)